# كورليس بالمر
كورليس بالمر (بالإنجليزية: Corliss Palmer)‏ هي عارضة وممثلة أمريكية، ولدت في 25 يوليو 1899 في إديسون في الولايات المتحدة، وتوفيت في 27 أغسطس 1952 في كاماريلو في الولايات المتحدة بسبب مرض.

## وصلات خارجية
- كورليس بالمر على موقع IMDb (الإنجليزية)
- كورليس بالمر على موقع قاعدة بيانات الفيلم (الإنجليزية)